# Stadio do Futebol Clube de Vizela
Lo stadio do Futebol Clube de Vizela (in portoghese: Estádio do Futebol Clube de Vizela) è uno stadio di Vizela, in Portogallo.
Lo stadio fu inaugurato nel 1989 e ha una capienza di circa 6 000 posti. Ospita le partite interne del Vizela.